# Юлски пленум на ЦК на БРП (к) (1948)
Юлският пленум на ЦК на БРП (к) е шестнадесетият подред пленум на ЦК на БКП и се провежда в град София на 12 и 13 юли 1948 година. Пленумът на практика слага край на насилственото въвеждане на „културна автономия“ в Пиринска Македония, макар македонистичните постулати на партията да не са отхвърлени. След пленума работата по партийна линия в Пиринския край се възлага изцяло на лидера на националноотговорната групировка в комунистическата партия Владимир Поптомов.
Приемането на Резолюцията на Информбюрото на 29 юни 1948 г. и разривът между Сталин и Тито налагат оформяне на ясна нова позиция по Македонския въпрос. В доклада на лидера на партията Георги Димитров на пленума се осъжда нарушаването на българския суверенитет в Пиринския край. Димитров заявява:
| „ | Благодарение на нашите собствени опущения те превърнаха тоя край, съставна част от България, в край, фактически ръководен от Скопие. Така се получи недопустимото положение в Пиринския край на държава в държавата. | “ |

Според Димитров е нелепо да се твърди, че населението в Пиринска Македония е под българско робство. Същевременно докладчикът продължава да се придържа към старите тезиси, че българският език в областта няма да е пречка за развитието на македонско национално съзнание.
Пленумът приема специално решение, озаглавено „По положението в Пиринския край“, което се състои от седем точки, които показват двойствената политика на българската ръководеща партия. От една страна цел на външната политика на страната продължава да е федеративното обединение с Югославия и присъединяване на Пиринска към Вардарска Македония, но ако Югославия остане вярна на общия социалистически и международен фронт. Предвижда се продължаване на „културната автономия“ – създаване на македонски художествени колективи, въвеждане на факултативно изучаване на „македонски език“ в училищата, но в точка шеста се казва, че населението в Пиринския край трябва да се остави само свободно да определя националността си. Ясно е заявен суверенитетът на България в Пиринския край и се изисква спиране на безконтролното минаване на границата, преустановяването на враждебната агитация на скопските емисари и принудителното изучаване на „македонски език“.
Няколко дни след 16 пленум се провежда Петият конгрес на ЮКП, на който Димитър Влахов иска политическа автономия за Пиринския край и заявява „Пиринска Македония трябва да бъде превърната в автономна област върху същата оная база, върху която болшевиките в СССР създадоха автономни области и окръзи, без да питат народите дали искат или не“. Лазар Колишевски твърди, че с решенията на пленума БРП (к) застава на позициите на великобългарския шовинизъм, във Вардарска Македония българите не са преследвани, и че Македония си е част от Югославия. Организирана е подписка сред учещите в Скопие между 130 – 140 студенти от Пиринска Македония, но само 13 души я подписват, сред които Иван Катарджиев, като повечето се отказват по-късно от подписите си.
Несъгласие с решенията на пленума изказва крайната македонистична група дейци на Централния инициативен македонски комитет в София – Васил Ивановски, Петър Хаджиделев, Христо Михайлов и дошлите от Скопие Ангел Динев и Катина Къцева изпращат 600-страничен доклад-писмо до ЦК с автор Ивановски, в което се критикуват решенията на 16 пленум, с които се обвинява Колишевски за прогонването на каквато и да е проява на българско национално съзнание у населението на НР Македония. Според Ивановски това на практика е искане да се признаят права на национално малцинство на българския елемент в Македония. Ивановски отхвърля и критиките срещу Колишевски, че бързал с обединението на двата дяла на Македония преди да се осъществи федерацията между България и Югославия и с това „поставял колата пред воловете“. Ивановски е освободен по негова молба от председател на МЦИК, който се прекръщава на Културно-просветен комитет, освободен е и от апарата на централното партийно ръководство и е наказан с порицание.
Според Стоян Германов:
| „ | Решенията на ХVІ-ия пленум на ЦК на БРП (к) са половинчати, противоречиви и откриват възможности за продължаване на стария курс за „македонизация“ под някаква доброволна форма. Отчетени са грешките, отстъпленията и компромисите за изминалия четиригодишен период, който партийното ръководство преценява, осъжда и се разграничава. В същото време обаче компартията и нейните тогавашни ръководители не използват редкия шанс да проявят политическа воля да се „отскубнат“ и да излязат от омагьосания кръг. | “ |